# Something New
A Something New az amerikai énekes- és színésznő Zendaya kislemeze, ami 2016. február 3-án jelent meg a Hollywood Records és a Republic Records kiadásában. A dalban közreműködik Chris Brown amerikai énekes. A dalnak csak lyric-vidoklipje készült.

## Slágerlisták
| Slágerlista           | Helyezés |
| --------------------- | -------- |
| Billboard Hot 100     | 93       |
| Mainstream Top 40     | 28       |
| Hot R&B Songs         | 12       |
| Hot R&B/Hip-Hop Songs | 27       |
| Rhythmic              | 10       |